# Società calcistiche campioni del mondo
In questa voce sono elencati i club calcistici maschili vincitori nelle manifestazioni internazionali ufficiali assegnatarie del titolo di campione del mondo.

## Storia
Prima della nascita della Coppa del mondo per club FIFA avvenuta nel 2005 (l'edizione pilota fu disputata nel 2000), nel corso dell'intera storia del calcio sono stati fatti vari tentativi di organizzare un torneo che individuasse il miglior club a livello mondiale, come il Football World Championship (tra il 1887 e il 1902), il Sir Thomas Lipton Trophy (tra il 1909 e il 1911), il Torneo Internazionale dei Club Campioni (tra il 1951 e il 1952), la Pequeña Copa del Mundo (tra il 1952 e il 1957) o la Coppa Intercontinentale (tra il 1960 e il 2004).
Secondo le direttive espresse dalla Fédération Internationale de Football Association (FIFA) attraverso il proprio statuto nonché il Consiglio FIFA, le manifestazioni internazionali ufficiali assegnatarie del titolo di "campione del mondo per club" – in quanto organizzate dalla FIFA stessa o da Confederazioni continentali a essa appartenenti, e/o riconosciute ufficialmente dal Consiglio FIFA – risultano essere, in ordine cronologico:
- Coppa Intercontinentale: competizione organizzata dalle confederazioni Union of European Football Associations (UEFA) e Confederación sudamericana de Fútbol (CONMEBOL) – dal 1960 al 2004 – e riconosciuta dalla FIFA come "titolo mondiale" in illo tempore, nonché dal 2005 come unico torneo interconfederale antesignano della Coppa del mondo per club FIFA[9] e dal 2017 come assegnante il titolo mondiale FIFA.[3][10][11][12]
- Coppa del mondo per club FIFA: competizione organizzata – nel 2000 e dal 2005 in avanti – e riconosciuta dall'omonimo organismo come titolo mondiale FIFA.[10][13][14]
- Coppa Intercontinentale FIFA: competizione che ha ereditato dal 2024 il titolo mondiale annuale, adottando un formato simile a quello della Coppa del mondo per club FIFA dal 2005 al 2023.[15]

È inoltre degno di nota lo status del summenzionato Torneo Internazionale dei Club Campioni, meglio conosciuto come Copa Rio, una manifestazione a inviti organizzata dalla Confederação Brasileira de Desportos (CBD) per due edizioni – dal 1951 al 1952 – vinte rispettivamente dal Palmeiras e dalla Fluminense. Con tre risoluzioni datate 2007, 2013 e 2014, la prima edizione del torneo – ma non la seconda, afflitta da carenze organizzative – è stata riconosciuta dalla Federazione Internazionale, previo sollecito del Palmeiras, come il primo torneo per club di livello mondiale (e il Palmeiras come vincitore). La FIFA, tuttavia, non ritiene la Copa Rio una competizione ufficiale, né tantomeno la considera assegnataria del "titolo mondiale FIFA".
Nel giugno 2018, il Palmeiras ha chiesto l'appoggio della CONMEBOL per convincere la FIFA a riconoscere il trofeo ufficialmente: in base allo statuto della federazione mondiale, infatti, il Consiglio FIFA potrebbe cambiare lo status della competizione. Ad aprile 2019 il presidente della FIFA Gianni Infantino, incalzato dai media brasiliani, ha però ribadito che per la federazione mondiale soltanto i club vincitori della  Coppa Intercontinentale e della Coppa del mondo per club sono da considerarsi ufficialmente campioni del mondo.

## Statistiche
Sebbene non sussista coincidenza statistica fra la Coppa Intercontinentale, la Coppa del mondo per club FIFA e la Coppa Intercontinentale FIFA, né tantomeno fra questi tornei e la Copa Rio, il presente computo è fondato sulla base della summenzionata coincidenza giuridica riconosciuta nel 2017 dalla FIFA tra la Coppa Intercontinentale e la Coppa del mondo per club, nonché tra queste due competizioni e la nuova Coppa Intercontinentale FIFA.
I club che hanno vinto almeno una volta sia la Coppa Intercontinentale che la Coppa del mondo per club sono sei: San Paolo, Milan, Manchester Utd, Inter, Bayern Monaco e Real Madrid; il Real Madrid è inoltre l'unico club ad aver vinto anche la Coppa Intercontinentale FIFA. Al 2024, hanno vinto almeno una volta uno dei tre trofei 31 società (16 europee e 15 sudamericane). Di queste, l'Atlético Madrid è l'unica a non aver ancora vinto la propria competizione continentale di riferimento (nella fattispecie la UEFA Champions League). Considerando tutte e tre le competizioni, il record di finali disputate (11) e vinte (9) è del Real Madrid, mentre il primato delle finali perse (4) è condiviso dall'Independiente (quattro finali perse su sei disputate, tutte in Coppa Intercontinentale) e dal Milan (quattro finali perse su otto disputate, anche in questo caso le sconfitte sono arrivate tutte in Coppa Intercontinentale). Nella Coppa del mondo per club FIFA non c'è, ad oggi, alcuna squadra che abbia perso più di una finale. Tra le squadre che hanno disputato almeno tre finali mondiali, il Bayern Monaco, l'Inter, il Nacional e il San Paolo sono le compagini sempre vincitrici (quattro vittorie su quattro per i tedeschi, tre su tre per gli italiani, gli uruguaiani e per i brasiliani).
Da notare che nel 2000 due squadre si sono potute fregiare del titolo di campione del mondo contemporaneamente: il Boca Juniors, vincitore della Coppa Intercontinentale, ed il Corinthians, vincitore della prima edizione della Coppa del mondo per club; questa situazione si ripeterà stabilmente dal 2025, per via della coesistenza di Coppa del mondo per club FIFA e Coppa Intercontinentale FIFA. Nel 1975 e nel 1978 invece la Coppa Intercontinentale non fu disputata ed il titolo di campione del mondo non fu assegnato.

### Per club
| Club              | Federazione | Vittorie | Finali perse | Finali giocate | Coppa Intercontinentale | Coppa del mondo per club FIFA    | Coppa Intercontinentale FIFA |
| ----------------- | ----------- | -------- | ------------ | -------------- | ----------------------- | -------------------------------- | ---------------------------- |
| Real Madrid       | Spagna      | 9        | 2            | 11             | 3 (1960, 1998, 2002)    | 5 (2014, 2016, 2017, 2018, 2022) | 1 (2024)                     |
| Milan             | Italia      | 4        | 4            | 8              | 3 (1969, 1989, 1990)    | 1 (2007)                         |                              |
| Bayern Monaco     | Germania    | 4        | 0            | 4              | 2 (1976, 2001)          | 2 (2013, 2020)                   |                              |
| Peñarol           | Uruguay     | 3        | 2            | 5              | 3 (1961, 1966, 1982)    |                                  |                              |
| Nacional          | Uruguay     | 3        | 0            | 3              | 3 (1971, 1980, 1988)    |                                  |                              |
| Boca Juniors      | Argentina   | 3        | 2            | 5              | 3 (1977, 2000, 2003)    |                                  |                              |
| San Paolo         | Brasile     | 3        | 0            | 3              | 2 (1992, 1993)          | 1 (2005)                         |                              |
| Inter             | Italia      | 3        | 0            | 3              | 2 (1964, 1965)          | 1 (2010)                         |                              |
| Barcellona        | Spagna      | 3        | 2            | 5              |                         | 3 (2009, 2011, 2015)             |                              |
| Santos            | Brasile     | 2        | 1            | 3              | 2 (1962, 1963)          |                                  |                              |
| Independiente     | Argentina   | 2        | 4            | 6              | 2 (1973, 1984)          |                                  |                              |
| Ajax              | Paesi Bassi | 2        | 0            | 2              | 2 (1972, 1995)          |                                  |                              |
| Juventus          | Italia      | 2        | 1            | 3              | 2 (1985, 1996)          |                                  |                              |
| Porto             | Portogallo  | 2        | 0            | 2              | 2 (1987, 2004)          |                                  |                              |
| Manchester Utd    | Inghilterra | 2        | 1            | 3              | 1 (1999)                | 1 (2008)                         |                              |
| Chelsea           | Inghilterra | 2        | 1            | 3              |                         | 2 (2021, 2025)                   |                              |
| Corinthians       | Brasile     | 2        | 0            | 2              |                         | 2 (2000, 2012)                   |                              |
| Racing Club       | Argentina   | 1        | 0            | 1              | 1 (1967)                |                                  |                              |
| Estudiantes (LP)  | Argentina   | 1        | 3            | 4              | 1 (1968)                |                                  |                              |
| Feyenoord         | Paesi Bassi | 1        | 0            | 1              | 1 (1970)                |                                  |                              |
| Atlético Madrid   | Spagna      | 1        | 0            | 1              | 1 (1974)                |                                  |                              |
| Olimpia           | Paraguay    | 1        | 2            | 3              | 1 (1979)                |                                  |                              |
| Flamengo          | Brasile     | 1        | 1            | 2              | 1 (1981)                |                                  |                              |
| Grêmio            | Brasile     | 1        | 2            | 3              | 1 (1983)                |                                  |                              |
| River Plate       | Argentina   | 1        | 2            | 3              | 1 (1986)                |                                  |                              |
| Stella Rossa      | Jugoslavia  | 1        | 0            | 1              | 1 (1991)                |                                  |                              |
| Vélez Sarsfield   | Argentina   | 1        | 0            | 1              | 1 (1994)                |                                  |                              |
| Borussia Dortmund | Germania    | 1        | 0            | 1              | 1 (1997)                |                                  |                              |
| Internacional     | Brasile     | 1        | 0            | 1              |                         | 1 (2006)                         |                              |
| Liverpool         | Inghilterra | 1        | 3            | 4              |                         | 1 (2019)                         |                              |
| Manchester City   | Inghilterra | 1        | 0            | 1              |                         | 1 (2023)                         |                              |

### Per città
| Città             | Stato       | Vittorie | N° Club | Coppa Intercontinentale                | Coppa del mondo per club FIFA    | Coppa Intercontinentale FIFA |
| ----------------- | ----------- | -------- | ------- | -------------------------------------- | -------------------------------- | ---------------------------- |
| Madrid            | Spagna      | 10       | 2       | 4 (1960, 1974, 1998, 2002)             | 5 (2014, 2016, 2017, 2018, 2022) | 1 (2024)                     |
| Milano            | Italia      | 7        | 2       | 5 (1964, 1965, 1969, 1989, 1990)       | 2 (2007, 2010)                   |                              |
| Montevideo        | Uruguay     | 6        | 2       | 6 (1961, 1966, 1971, 1980, 1982, 1988) |                                  |                              |
| Buenos Aires      | Argentina   | 5        | 3       | 5 (1977, 1986, 1994, 2000, 2003)       |                                  |                              |
| San Paolo         | Brasile     | 5        | 2       | 2 (1992, 1993)                         | 3 (2000, 2005, 2012)             |                              |
| Monaco di Baviera | Germania    | 4        | 1       | 2 (1976, 2001)                         | 2 (2013, 2020)                   |                              |
| Avellaneda        | Argentina   | 3        | 2       | 3 (1967, 1973, 1984)                   |                                  |                              |
| Manchester        | Regno Unito | 3        | 2       | 1 (1999)                               | 2 (2008, 2023)                   |                              |
| Barcellona        | Spagna      | 3        | 1       |                                        | 3 (2009, 2011, 2015)             |                              |
| Amsterdam         | Paesi Bassi | 2        | 1       | 2 (1972, 1995)                         |                                  |                              |
| Porto             | Portogallo  | 2        | 1       | 2 (1987, 2004)                         |                                  |                              |
| Porto Alegre      | Brasile     | 2        | 2       | 1 (1983)                               | 1 (2006)                         |                              |
| Santos            | Brasile     | 2        | 1       | 2 (1962, 1963)                         |                                  |                              |
| Torino            | Italia      | 2        | 1       | 2 (1985, 1996)                         |                                  |                              |
| Londra            | Regno Unito | 2        | 1       |                                        | 2 (2021, 2025)                   |                              |
| Asunción          | Paraguay    | 1        | 1       | 1 (1979)                               |                                  |                              |
| Belgrado          | Jugoslavia  | 1        | 1       | 1 (1991)                               |                                  |                              |
| Dortmund          | Germania    | 1        | 1       | 1 (1997)                               |                                  |                              |
| La Plata          | Argentina   | 1        | 1       | 1 (1968)                               |                                  |                              |
| Rio de Janeiro    | Brasile     | 1        | 1       | 1 (1981)                               |                                  |                              |
| Rotterdam         | Paesi Bassi | 1        | 1       | 1 (1970)                               |                                  |                              |
| Liverpool         | Regno Unito | 1        | 1       |                                        | 1 (2019)                         |                              |

### Per federazione
| Federazione | Vittorie | N° Club | Coppa Intercontinentale                                  | Coppa del mondo per club FIFA                      | Coppa Intercontinentale FIFA |
| ----------- | -------- | ------- | -------------------------------------------------------- | -------------------------------------------------- | ---------------------------- |
| Spagna      | 13       | 3       | 4 (1960, 1974, 1998, 2002)                               | 8 (2009, 2011, 2014, 2015, 2016, 2017, 2018, 2022) | 1 (2024)                     |
| Brasile     | 10       | 6       | 6 (1962, 1963, 1981, 1983, 1992, 1993)                   | 4 (2000, 2005, 2006, 2012)                         |                              |
| Argentina   | 9        | 6       | 9 (1967, 1968, 1973, 1977, 1984, 1986, 1994, 2000, 2003) |                                                    |                              |
| Italia      | 9        | 3       | 7 (1964, 1965, 1969, 1985, 1989, 1990, 1996)             | 2 (2007, 2010)                                     |                              |
| Inghilterra | 6        | 4       | 1 (1999)                                                 | 5 (2008, 2019, 2021, 2023, 2025)                   |                              |
| Uruguay     | 6        | 2       | 6 (1961, 1966, 1971, 1980, 1982, 1988)                   |                                                    |                              |
| Germania    | 5        | 2       | 3 (1976, 1997, 2001)                                     | 2 (2013, 2020)                                     |                              |
| Paesi Bassi | 3        | 2       | 3 (1970, 1972, 1995)                                     |                                                    |                              |
| Portogallo  | 2        | 1       | 2 (1987, 2004)                                           |                                                    |                              |
| Paraguay    | 1        | 1       | 1 (1979)                                                 |                                                    |                              |
| Jugoslavia  | 1        | 1       | 1 (1991)                                                 |                                                    |                              |

### Per confederazione
| Confederazione | Vittorie | N° Federazioni | N° Club | Coppa Intercontinentale | Coppa del mondo per club FIFA | Coppa Intercontinentale FIFA |
| -------------- | -------- | -------------- | ------- | ----------------------- | ----------------------------- | ---------------------------- |
| UEFA           | 39       | 7              | 16      | 21                      | 17                            | 1                            |
| CONMEBOL       | 26       | 4              | 15      | 22                      | 4                             |                              |

## Galleria immagini

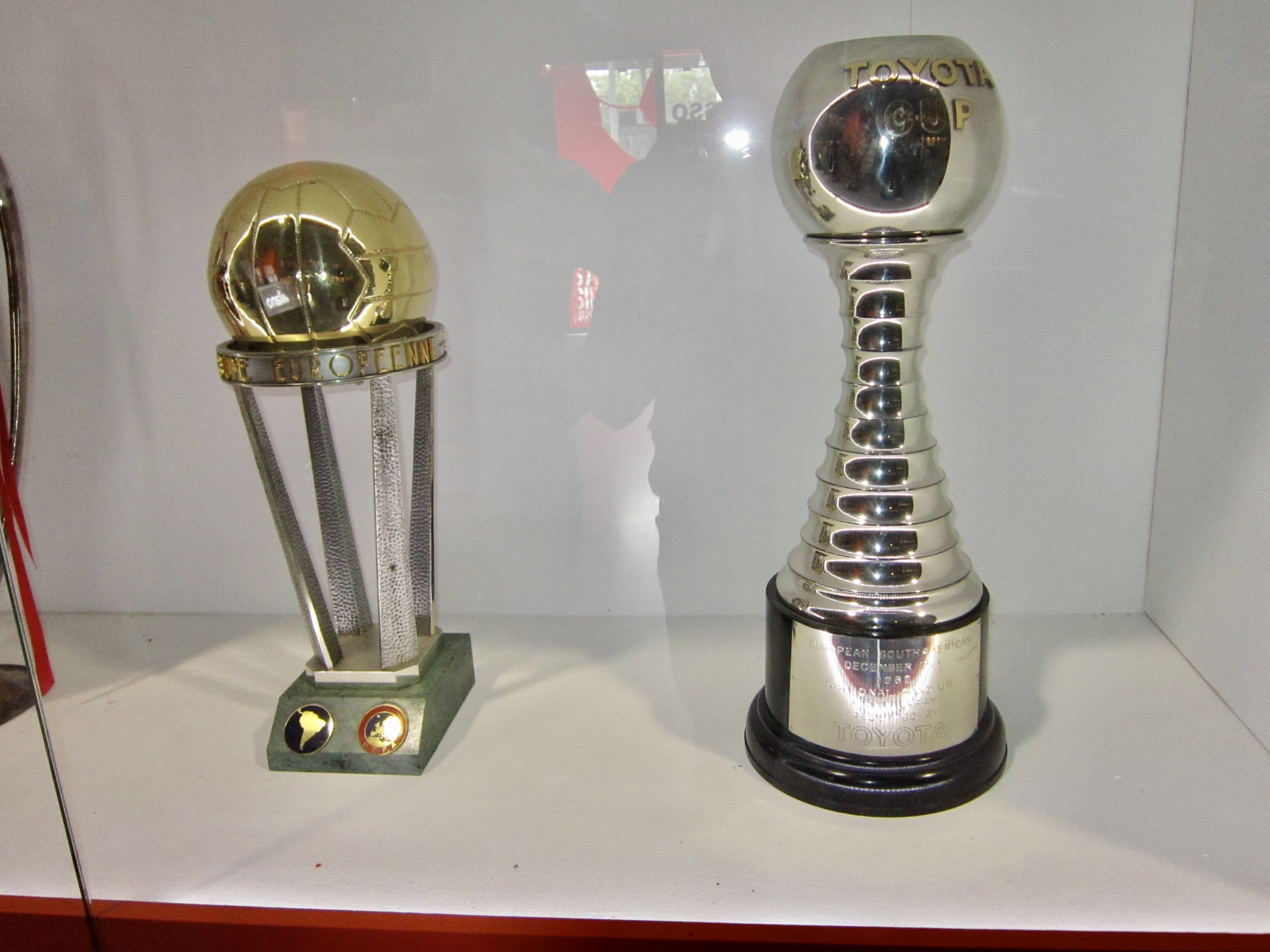
La Coppa Intercontinentale (1960-2004), affiancata dalla Toyota Cup (1980-2004).
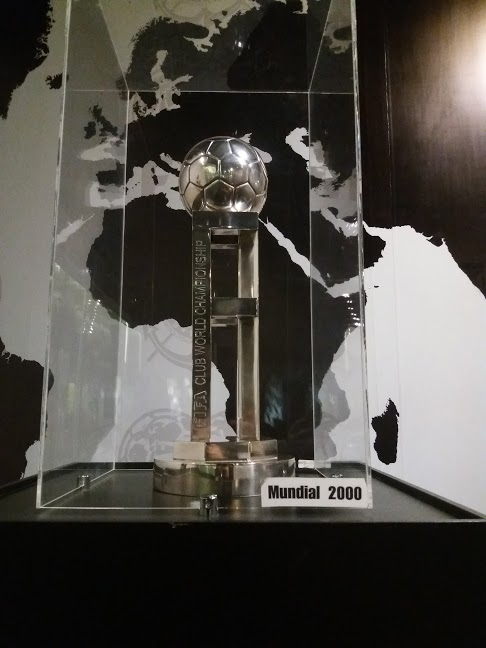
Campionato mondiale per club FIFA (2000)
Coppa del mondo per club FIFA (2005-2023)[29]
Coppa Intercontinentale FIFA (dal 2024)
Coppa del mondo per club FIFA (dal 2025)